# Yoshitake Suzuki
Yoshitake Suzuki (鈴木良武 - Suzuki Yoshitake; Tokyo, 31 marzo 1942) è uno sceneggiatore ed autore di anime giapponese.
Esordisce nel mondo dell'animazione nel 1963, quando, sotto l'egida di Gisaburō Sugii, inizia a lavorare come assistente di produzione presso la Mushi Production dove collabora alla serie Tetsuwan Atom (Astro Boy) del 1963.
Dopo un passaggio in Tatsunoko, collaborazioni a Kyojin no hoshi (Tommy la stella dei Giants) e Akakichi no eleven (Arrivano i superboys) diventa un libero professionista e inizia a collaborare con la Sunrise, in particolare con Yoshiyuki Tomino e Tadao Nagahama.
Nel 1975 crea la serie Yūsha Raidīn (Il prode Raideen) diretta per metà da Nagahama (episodi 1-25) e metà da Tomino (episodi 26-50). Dal 1976 in poi si firmerà anche con lo pseudonimo di Gobu Fuyunori continuando il prolifico rapporto con la Sunrise.

## Opere principali
- Astro Boy, serie tv, 1963, assistente di produzione
- Tommy la stella dei Giants, serie tv, 1969, sceneggiatore
- Arrivano i superboys, serie tv, 1970, sceneggiatore
- Raideen, serie tv, 1975, soggetto originale
- Combattler V, 1976, serie tv, sceneggiatura (sotto il nome di Gobu Fuyunori)
- Zambot 3, serie tv, coautore
- Vultus V, serie tv, 1977, sceneggiatura (sotto il nome di Gobu Fuyunori)
- General Daimos, 1978, serie tv, sceneggiatore (sotto il nome di Gobu Fujunori)
- Daltanious, serie tv, 1979, sceneggiatore (sotto il nome di Gobu Fuyunori)